# فرودگاه سن ژوئن د لا مگوانا
فرودگاه سن ژوئن د لا مگوانا (به انگلیسی: San Juan de la Maguana Airport) یک فرودگاه با کد یاتا SJM است که یک باند فرود آسفالت دارد و طول باند آن ۶۵۵ متر است. این فرودگاه در شهر سن خوان د لا ماگوانا کشور جمهوری دومینیکن قرار دارد و در ارتفاع ۴۳۴ متری از سطح دریا واقع شده است.